# Арго (филм, 2012)
Вижте пояснителната страница за други значения на Арго.
„Арго“ (на английски: Argo) е политически трилър от 2012 г., основаващ се на реални събития – спасяването на шестима служители на американското посолство в Техеран, по време на ислямската революция в Иран от 1979 г. Режисьор на филма е Бен Афлек, като той играе и главната роля на агента на ЦРУ Тони Мендес, който е натоварен със задачата да изведе шестимата извън страната. Филмът получава седем номинации за наградата Оскар през 2013 г., в това число и за най-добър филм. Арго също така е номиниран за пет Златни глобуса, от които печели в категориите най-добър режисьор и най-добра драма.

## Актьорски състав
| Актьор           | Роля             |
| ---------------- | ---------------- |
| Бен Афлек        | Тони Мендес      |
| Брайън Кранстън  | Джак О'Донъл     |
| Алън Аркин       | Лестър Сийгъл    |
| Джон Гудмън      | Джон Чеймбърс    |
| Тейт Донован     | Боб Андърс       |
| Клеа Дювал       | Кора Лиек        |
| Кайл Чандлър     | Хамилтън Джордан |
| Филип Бейкър Хол | Уорън Кристофър  |

## Продукция
Крис Терио пише сценария по статия на Джошуа Биърман в списание Уайърд. През 2007 година Джордж Клуни и Грант Хеслов като продуценти стартират проекта. Афлек се заема с режисурата през февруари 2011 година. През юни същата година Алан Аркин става първият актьор, който се включва към него. След приключване на кастинга започват снимките на филма, като първата локация е Лос Анджелис. По-късно се снима също така и в Маклийн, Вашингтон и Истанбул.